# Area 51 (manga)
Pour les articles homonymes, voir Area 51.
Area 51 (エリア51) est un seinen manga de Masato Hisa (ja), prépublié dans le magazine Monthly Comic @Bunch depuis  janvier 2011 et publié par l'éditeur Shinchōsha en volumes reliés depuis juin 2011. La version française est éditée par Casterman dans la collection « Sakka » depuis avril 2015.
Le manga s'est terminé le 8 septembre 2017 avec la publication du quinzième tome.

## Synopsis
Area 51 conte l'histoire de Tokuko MAGOI (Alias McCOY) détective privé dans la zone 51, lieux où sont parqués tous les êtres légendaires, mythologiques ou divins.

## Liste des volumes
| no | Japonais         | Japonais          | Français         | Français          |
| no | Date de sortie   | ISBN              | Date de sortie   | ISBN              |
| -- | ---------------- | ----------------- | ---------------- | ----------------- |
| 1  | 9 juin 2011      | 978-4-10-771620-0 | 1er avril 2015   | 978-2-203-09040-8 |
| 2  | 8 octobre 2011   | 978-4-10-771636-1 | 1er avril 2015   | 978-2-203-09041-5 |
| 3  | 9 avril 2012     | 978-4-10-771657-6 | 17 juin 2015     | 978-2-203-09042-2 |
| 4  | 7 septembre 2012 | 978-4-10-771679-8 | 26 août 2015     | 978-2-203-09043-9 |
| 5  | 9 janvier 2013   | 978-4-10-771692-7 | 21 octobre 2015  | 978-2-203-09571-7 |
| 6  | 9 mai 2013       | 978-4-10-771707-8 | 17 février 2016  | 978-2-203-09845-9 |
| 7  | 9 décembre 2013  | 978-4-10-771729-0 | 27 avril 2016    | 978-2-203-10172-2 |
| 8  | 9 juin 2014      | 978-4-10-771753-5 | 22 juin 2016     | 978-2-203-10177-7 |
| 9  | 8 novembre 2014  | 978-4-10-771783-2 | 7 septembre 2016 | 978-2-203-10183-8 |
| 10 | 9 mai 2011       | 978-4-10-771818-1 | 8 février 2017   | 978-2-203-10186-9 |
| 11 | 9 octobre 2015   | 978-4-10-771847-1 | 19 avril 2017    | 978-2-203-12422-6 |
| 12 | 9 mai 2016       | 978-4-10-771894-5 | 21 juin 2017     | 978-2-203-12228-4 |
| 13 | 9 septembre 2016 | 978-4-10-771917-1 | 6 septembre 2017 | 978-2-203-12229-1 |
| 14 | 9 février 2017   | 978-4-10-771957-7 | 14 février 2018  | 978-2-203-15364-6 |
| 15 | 8 septembre 2017 | 978-4-10-772010-8 | 11 avril 2018    | 978-2-203-15365-3 |

## Accueil critique
Le site spécialisé Actua BD note à propos des tomes 9 et 10 : « Area 51 continue ainsi son bonhomme de chemin pour notre plus grand plaisir, toujours avec cette ambiance rappelant Sin City de Frank Miller, qui prend vie grâce à d'étonnants aplats noirs et un découpage incisif ».